# Singulare tantum
Singulare tantum (av latin singulare tantum (plural singularia tantum), ”enbart singular”) är ett substantiv som enbart förekommer i singular och inte har en pluralisvariant för att hänvisa till flera objekt. Det är en variant av numerus.
På svenska är orden information, smuts och kaffe exempel på singulare tantum. Singulare tantum definieras av Shorter Oxford English Dictionary (SOED) som:
| ”                                          | Gram. Ett ord som bara har en singularisform, särskilt ett oräkneligt substantiv. | „ |
| – Shorter Oxford English Dictionary (SOED) |                                                                                   |   |

På svenska är dessa ord nästan alltid oräkneliga substantiv. Vissa oräkneliga substantiv kan alternativt användas som räkneliga substantiv med betydelsen ”en typ av”, vilket i plural betyder ”mer än en typ av” (exempelvis ordet styrka är oräkneligt i meningen Styrka är effekt men kan användas som ett kvantifierbart substantiv med betydelsen typ av styrka som i meningen Mina styrkor är fysik och kemi). Vissa ord – särskilt egennamn, som det fullständiga namnet på en individ – är nästan alltid i singular eftersom endast ett exempel existerar med substantivets betydelse.
Singulare tantum skall inte förväxlas med nollplural, vilket är substantiv där numerusböjningarna är identiska med varandra (exempelvis träd – ett träd, flera träd). Det innebär dock inte att sådana substantiv saknar plural. Inom morfologin markeras nollplural med nollmorfemet -∅.

## Originalcitat
1. ↑  ”Gram. A word having only a singular form; esp. a non-count noun.”